# 피해자 없는 범죄
피해자 없는 범죄(victimless crime)는 일반적으로 가해자만이 직접 관여하거나 성인 간의 승낙으로 발생하는 불법 행위이다. 본질적으로는 합의된 것이기 때문에, 피해자가 있는 지의 여부가 논란이 된다. 피해자 없는 범죄에 대한 정의는 세계 각 지역과 법 체계에 따라 다양하지만, 일반적으로 불법 밀수품 소지, 기분 전환용 약물 사용, 합의된 성인 간의 성매매와 금지된 성행위, 조력자살, 밀수 등 기타 유사한 위반 행위 등을 포함한다.
정치권에서는 로비스트나 활동가가 문제가 되는 법이 폐지되어야 한다는 취지로 "피해자 없는 범죄"라는 용어를 사용할 수도 있다.
존 스튜어트 밀의 위해원칙에서 피해자 없는 범죄의 "피해자 없는"은 개인을 독립된 주권자로 간주하는 입장으로 시작하여 범죄 행위가 규제될 수 있는 것에 반대하여 지역사회나 국가와 같은 추상적 조직을 배제하는 것에 이른다. 이것은 사회보다는 국가에 반하는 범죄로 여겨질 수 있다.

## 정의
시카고 대학 부학자 짐 레이철에 따르면, 범죄가 피해자 없는 범죄인지의 여부를 식별하기 위해 세 가지 특성을 사용할 수 있다. 첫 번째는 행위가 과도한가, 두 번째는 뚜렷한 행동 패턴이 나타나는가, 세 번째는 그 부작용이 범죄에 관여한 자에게만 영향을 미치는가이다.
이론 상으로 각 정치 조직은 시민의 행복을 극대화하기 위하여 자체적인 법률을 결정한다. 그러나 지식과 행동, 가치가 변화함에 따라 대부분의 국가에서 법률이 이러한 사회적 변화에 크게 뒤쳐지게 된다. 다수가 해당 법이 불필요하다고 생각하게 되면, 이 법은 폐지될 때까지 피해자 없는 범죄를 금지한다.
피해자가 없는 범죄의 대다수는 수요가 높은 불법 제품이나 서비스를 얻으려는 욕망 때문에 시작된다. 따라서 형사 처벌이 수요보다 공급을 더 제한하는 경향이 있어 암시장의 가격을 높이고 사업을 계속하는 범죄자에게 독점 이익을 창출한다. 이 "범죄 관세"는 정교하고 잘 조직된 범죄 집단의 성장을 조장한다. 조직 범죄는 차례로 범죄의 다른 영역으로 다양화되는 경향이 있다. 거대한 이익은 공무원의 뇌물 수수를 위한 충분한 자금뿐만 아니라 사업 다각화를 위한 자본을 제공한다.
마약과의 전쟁은 피해자 없는 범죄에 대한 기소 사례로 흔하게 인용된다. 그 이유는 약물 사용이 다른 사람들에게 직접적으로 해를 끼치지 않는다는 것에 있다. 한 주장에서는 마약의 범죄화가 마약 가격을 크게 부풀린다고 이야기한다. 예를 들어, 브다우와 슈어는 1974년 "영국에서 헤로인의 조제 비용은 그레인당 0.06 센트였다. 미국에서의 시가는 그레인당 30-90 달러였다"는 것을 발견하였다. 이러한 가격 상승이 마약중독자들이 의존하는 약물을 구매하기 위해 본질적으로 사회에 해를 끼친다고 여겨지는 절도, 강도 등의 범죄를 저지르도록 유도한다고 보는 것이다.
마약 암시장 조성 이외에도, 마약과의 전쟁에 대해 합법화 찬성론자들은 유죄 판결을 받은 사람들의 구직 능력을 손상시켜 노동력을 감소시킨다고 주장한다. 이러한 노동 인구 감소가 궁극적으로 노동에 의존하는 경제에 해롭다는 논리이다. 마약 단속 건수는 매년 증가하고 있다. 1980년과 2009년 사이 법무부 통계국이 실시한 여론 조사에서 "30년 동안 ... 마약 소지 또는 사용에 대한 [체포] 비율이 백인의 경우 두 배, 흑인의 경우 세 배로 증가하였다"
베라 버겔슨은 피해자 없는 범죄가 네 가지 주요 유형으로 나타난다고 말한다.
1. 타인에게 해를 끼치지 않는 행위(자살, 약물 남용)
2. 타인에게 피해를 주지 않는 합의된 성인 간의 거래(조력자살, 도박, 성매매)
3. 사회 전체가 그 결과를 부담하는 행위(탈세, 내부자 거래)
4. 부도덕하다고 판단되어 금지되는 행위(동성애, 근친상간, 국기 불태우기)

## 피해자 없는 행위의 합법화
한때 범죄로 간주되었던 많은 활동이 일부 국가에서는 더 이상 불법이 아니며, 이 활동을 적어도 부분적으로는 피해자가 없는 범죄의 지위로 간주하기 때문이다.
피해자 없는 범죄의 두 가지 큰 범주는 성적 쾌락과 기분전환용 약물 사용이다. 처음의 사례는 다음과 같다.
- 동성애는 1917년 블라디미르 레닌과 레온 트로츠키가 주도한 볼셰비키 혁명 이후 러시아에서 합법화되었다.[8] 합법화는 볼셰비키가 1922년 볼셰비키 법전의 불법적인 성행위 목록에서 합의에 의한 남색을 비범죄화함으로써 이루어졌는데, 이는 아마도 성범죄에 대한 거래 관계를 단순화하고자 하는 요량으로 보인다.[9] 이오시프 스탈린은 나중에 볼셰비키 법을 훼손함으로써 자신의 정권 아래 동성애의 존재를 박해하였지만, 동성애자에 대한 그의 무자비함과 감시 활동의 정확한 범위는 불명확하다.[10]
- 1950년대 영국의 울펜덴 보고서는 이러한 이유로 "사적으로 동의한 성인 간의 동성애 행위"의 합법화를 권고하였다.
- 거의 50년이 지난 후, 로런스 대 텍사스 사건으로 미국의 소도미법이 폐지되었다. 2018년 현재 앨라배마 주에서는 섹스 토이 판매가 여전히 불법이다.

오스트레일리아에서 대마초는 법으로 사용이 금지되어 있지만 미국과 뉴질랜드와 같은 나라와 마찬가지로 가장 "광범위하게 사용되는 불법 약물"이다. 1933년 폐지된 미국의 금주법은 실패한 "사회 실험"으로 간주된다. 많은 사람들이 이 규제를 무시하고 허가된 알코올 음료 대신 집에서 만든 증류주를 마시는 것으로 전향하여 결과적으로 문제를 악화시켰기 때문이다. 오늘날 미국에서는 대마초 합법화에 대한 갈등 양상이 대부분의 주에서 현재 대마를 금지하는 반응으로 나타나고 있지만, 대마초 합법화에 따른 수익 증진 효과에 대한 기대로 인해 미국과 오스트레일리아 등 많은 국가에서 대마초를 합법화하려는 노력이 있다.
성매매는 제한되는 것이 일반적이나 많은 국가에서 합법이다. 네덜란드는 1999년 성매매를 합법화하였으며, 이것을 합법화한 최초의 국가 중 하나였다. 그러나 2012년 현재 이를 엄격하게 제한하는 정책 변경을 검토하고 있다.
간통(결혼한 사람이 배우자 아닌 다른 사람과 하는 성적 행위)과 간음(결혼하지 않은 사람 간의 성적 행위) 행위에 대한 죄목은 미국에서 50년이 넘도록 기소되지 않았으나, 동성애와 마찬가지로 일부 주에서는 여전히 법률상 범죄로 규정되어 있다. 그러나 로런스 대 텍사스 사건으로 미국 연방대법원에서 소도미법을 위헌으로 판결하였기 때문에, 마틴 대 지헐 사건에서 버지니아 대법원이 인정한 바와 같이 음행에 대한 법률도 위헌이다.
대한민국의 경우 간통죄는 2015년 위헌 결정이 내려지며 폐지되었는데, 헌법상 보장되는 성적 자기결정권 및 사생활의 비밀과 자유를 제한하는 것이 이유였다. 또한, 간통 행위를 국가가 형벌로 다스리는 것이 국민의 인식과 더 이상 일치하지 않는다고 보았다.

## 논란
피해자 없는 범죄 합법화에 반대하는 사람들의 주요 관심사는 사회적 도덕 수준의 저하이지만, 법에서 비도덕적이라고 선언한 피해자 없는 행위를 저지르기로 선택한 시민을 처벌하기는 어렵다. 범죄에 대한 미국의 전형적인 대응은 소급적이지만, 피해자 없는 범죄의 불법성은 정의에 대한 보다 예방적인 접근이며 논란의 소지가 크다.
피해자 없는 범죄에 대한 논란은 주로 범죄에서 실제로 피해자가 없을 수 있는 지에 대한 의문에서 제기된다. 마약과 마약 소비 경로와 관련하여 마약 거래 및 책임법이 마약상과 그 가족, 기타 예측하지 못한 행위자에게 미치는 영향은 피해로 끝날 수 있다. 종종 피해자 없는 범죄로 간주되는 또 다른 행위는 음란물, 특히 가상의 아동 음란물을 소지하는 것이나, 이러한 위치에 있는 사람들은 일반적으로 제작 과정에서 성인이나 어린이의 희생이 있음을 인정한다.
이와는 대조적으로, 도덕적으로 잘못된 것으로 인식되거나 인식되지 않을 수 있는 피해자 없는 개인의 선택을 할 수 있는 시민의 자유를 허용하도록 법적 권한을 제한해야 한다는 주장이 있다. 일반적으로 피해자 없는 범죄는 분류화하고 범죄화하는 것이 어렵기에, 성범죄자 등록, 반사회적 행동명령 등의 예방법은 형법과 민법의 구분을 모호하게 만든다. 이는 혼동과 절차 상의 상호환성에 권능을 부여함으로써 법적인 측면의 형사적, 민사적인 전통적 절차의 왜곡을 야기하기 때문에 문제가 된다.

## 같이 보기
- 반노숙자 법률 제정
- 사상의 자유
- 마약 밀매
- 일리걸리즘
- 배심원 무효화
- 금지적 범죄
- 공공질서 범죄
- 신분 위반

## 더 읽어보기
- Ain't Nobody's Business If You Do (ISBN 0-931580-58-7)는 피터 맥윌리엄스(Peter McWilliams)가 쓴 합의된 범죄에 대한 법률의 존재를 비판하는 책이다. mcwilliams.com 참조.